# 星のカービィ パクッと大爆ショー!!
『星のカービィ パクッと大爆ショー!!』（ほしのカービィ パクッとだいばくショー）とは、『コロコロイチバン!』で連載された川上ゆーき作の漫画である。

## 概要
『コロコロイチバン!』2012年9月号より連載開始。2014年10月号で作者の急病に伴い休載となったが、2015年6月号から連載復帰し題名も『星のカービィ もっと大爆ショー!!』に改題された。しかし、作者の事情により同年8月号をもって連載終了したことが翌9月号で発表された。
ほのぼのとした作風。当初は登場人物の絵柄はゲーム版の公式アートワークに近いタッチで描かれていたが、すぐに作者独自の絵柄へと変わっていった。ストーリーは回ごとにテーマは一貫しているものの、1ページごとにサブタイトルがつけられており、連作のようになっている。

## メインキャラクター
カービィ
本作の主人公。食欲旺盛だが、ミステリーツアーを開くなど行動力が高い。食べ物以外のことには無関心で、プププランド人気者総選挙の際は食べ物だと思い、デデデからその意味を聞かされたときはがっかりした（しかし、副賞にスイカ一年分が貰えると聞いて積極的に参加し、1位を獲得したが、スイカのピラミッドを崩してしまったため失格となった〈ただし、スイカ一年分は貰う事はできた〉）。
基本的にボケ役だが、ツッコミもこなすムードメーカー。また、周囲に迷惑をかけるようなことはせず、珍妙なことをしてはデデデなどからつっこまれることが多い。
デデデ大王
プププランドの王様だが、国王としての業務をする描写はない。基本的にカービィに振り回されることが多いツッコミ役で、オチでカービィが妙な行動を起こせばツッコミを入れるが、たまにカービィをからかう事もある。
メタナイト
鏡に映る自身に陶酔するなどちょっぴりナルシストだが、カービィたちと共にマスクに口を描いてはしゃいだり、りんごの出店で指を咥えて見つめるなど少々子供っぽい一面もある。また、絵は下手だったが、後にある程度上手くなった。プププランド人気者総選挙での結果は2位だったが、カービィのアクシデントにより繰り上がった。
ワドルディ
優しい性格で、常に無口で何を考えているのか分からないが、カービィは幾らか意思疎通をすることができる（当初はできなかった）。水泳が上手。また、好きな食べ物は最初に食べるタイプ。
ちなみにカービィたちと一緒にいるワドルディは『星のカービィ ウルトラスーパーデラックス』や『星のカービィ Wii』などのようにバンダナを巻いているが、通常のワドルディも多数登場している。

## サブキャラクター
ワドルドゥ
下記のチリーとは二人で司会を務めたりコンビでいることが多く、同じ家に住んでいる。
チリー
上記のワドルドゥとコンビでいることが多く、同じ家に住んでいる。また、プププランド人気者総選挙で参加してみたが、カービィやメタナイトのように目立たなかったため、諦めかけたが彼のファンに応援される（メンバーはMr.ブライトとボブー〈作中では「ボブ」と誤表記されている〉、ホットヘッドの3人）。
コックカワサキ
プププランドでレストランを経営している。料理の腕前は高く、行列ができたり、彼が作ったカツ丼を食べたタックが泥棒家業から足を洗って修行するほど。1巻16話では、ミステリーツアーの泉の女神に扮し、カービィが旗を落とし金と銀の旗を持って質問した（最終的にはカービィが「どっち（金と銀と普通の旗）も欲しい」と答えたため、「それも一応正直な答え」と授けた）

## ゲストキャラクター
ウィスピーウッズ
カービィの弱点を探るため、ウィスピーウッズランドを開設するが、結局はカービィの珍妙さに振り回され失敗に終わる。
その後もモブキャラとして登場している。また、1巻16話ではミステリーツアーのパワー（力を鍛える意味で）スポットとして登場した。
タック
プププ美術館のプププの涙を盗もうとするが、カービィたちによって捕縛される。カワサキの作ったカツ丼を食べて彼に弟子入りし、気づけば自身も店を持つようになった（本人は「ドロボーに戻りたい」や「これでいいのかな?」と言いつつも、店が繁盛したことに満足している様子）。
その後はモブキャラとして登場している。また、初登場時は大ドロボーと自称していたが、忍び寄るときに足を挫いて悲鳴を上げたり、プププの涙を間違えてカービィやワドルディを盗む、あからさまな罠に引っ掛かるなどドジで単純な一面が多かった。
タランザ